# Hoya globulifera
Hoya globulifera är en oleanderväxtart som beskrevs av Carl Ludwig von Blume. Hoya globulifera ingår i släktet Hoya och familjen oleanderväxter. Inga underarter finns listade i Catalogue of Life.